# 国際経済法
「国際経済法」（こくさいけいざいほう、英：International Economic Law）とは、国家間の経済活動を規律する国際法の一分野であり、第二次大戦後に急速に発展した分野の一つである。1947年の「関税と貿易に関する一般協定」(GATT; General Agreement on Tariffs and Trades)により、経済的価値が国際法に導入された。GATTの目的は、自由貿易の促進にある。そのために、「自由」（貿易制限措置の関税化及び関税率の削減; 関税譲許（2条））、「無差別」（最恵国待遇（1条）および内国民待遇（3条））、「多角」（＝ラウンド、交渉）の三原則が存在する。

## ウルグアイ・ラウンドによる発展
多角的貿易交渉・ウルグアイ・ラウンドの成果として、1994年に「マラケシュ協定」が成立し、翌年、「世界貿易機関」(WTO; World Trade Organization)が設立に至り、単なる条約の締約国団（CONTRACTING PARTIES）にすぎなかったGATT制度は、国際組織となった。そして、ウルグアイ・ラウンドで結ばれた数々の協定により、その対象領域は急速に拡大した。例えば、「サービスの貿易に関する一般協定」(GATS; General Agreement on Trade in Services)、「衛生植物検疫措置の適用に関する協定」（SPS協定; Agreement on the Application of Sanitary and Phytosanitary Measures）、「知的所有権の貿易関連の側面に関する協定」（TRIPs協定; Agreement on Trade-Related Aspects of Intellectual Property Rights）、「紛争解決に係る規則及び手続に関する了解」(Understanding on Rules and Procedures Governing the Settlement of Disputes)などである。
WTOによって設立された紛争解決機関(DSB; Dispute Settlement Body)は、その後のGATT/WTO法の実効性に大きく寄与することとなった。特に、米国によりたびたび適用されてきた「スーパー301条」による一方的措置がこれによって禁じられ、全ての紛争は、「小委員会」(Panel)及びその上訴機関の「上級委員会」(AB; Appellate Body)の「報告」(Report)に服することになった。

## WTOと環境保護
近年、GATT/WTO法による環境保護が急速に発展している。GATT20条(b)は、「人、動物又は植物の生命又は健康の保護のために必要な措置」を、同条(g)は、「有限天然資源の保存に関する措置」を、締約国に認めている。ただし、20条前文は、「ただし、それらの措置を、…濫用的に(arbitrary)もしくは正当と認められない差別的待遇の手段となる方法で…適用しないことを条件とする」としている。WTOが出来る前の1991年の「第一マグロ・イルカ事件」（メキシコ対米国; Tuna/Dolphine Case I）において、パネルは、20条(b)または(g)によって域外管轄権の行使を認めると、GATTで保障されている他の締約国の権利を害することになってしまう、として、米国の海洋哺乳動物保護法（MMPA; Marine Mammal Protection Act）による措置は正当化できないとした（Report of the Panel, paras.5.27, 5.32, 30 I.L.M. 1594(1991)）1994年の「第二マグロ・イルカ事件」(Tuna/Dolphine Case II)においても、本質的に同様の理由により、米国のMMPAに基づく措置は正当化できないとした(33 I.L.M. 839(1994))。しかし、1998年の「小エビ事件」において、上級委員会は、GATT20条(g)にある「有限天然資源」の文言について、他の環境条約も考慮した「発展的解釈」により、「生物天然資源及び非生物天然資源」も含むと解釈した（WT/DS58/AB/R, paras.129-130）。

## 知的財産権保護
TRIPs協定については、2001年の「ドーハ宣言」によって、抗HIV薬の特許に関するモラトリアムを最貧国(LDCs)に対しては2012年まで延期する旨、決定されたことが注目される。その後、インドや南アフリカにおいて、ヨーロッパの製薬会社が、抗HIV薬の違法コピーを訴える事件が起こったが、南アフリカでは製薬会社が訴訟を取り下げ、インドでは製薬会社の訴えを退ける判決が下されている。モラトリアムは、現在まで延長され、開発途上国における公衆の健康の問題に対処するため、特許権者以外の者が感染症に関する医薬品を生産し、これら諸国に輸出することを可能とするよう、加盟国がこのような生産等を認めるための条件を緩和する規定（第31条の2）をTRIPs協定に追加する改正は2017年に発効した。

## 農業分野
農業分野では、日本・EUと米国の対立が解けず、シアトル閣僚会議は不成功に終わった。現在も、農業分野の協議が続行されているが、日本は農業生産物の輸入関税の大幅な引き下げを余儀なくされることが危惧されている。

## 自由貿易協定(FTA)
最近では、各国間で「自由貿易協定」(FTA; Free Trade Agreement)や「経済連携協定」(EPA; Economic Partnership Agreement)が活発に結ばれている。これは、GATT24条の、貿易の自由の拡大のための関税同盟（例えば、EC）または自由貿易協定を締結することを認める、という規定に基づく。日本は、2002年にシンガポールと初のFTA（日本・シンガポール新時代経済連携協定）を締結した。その後も、メキシコとFTAを締結、ASEAN諸国を中心にその他の国ともEPAを活発に結び、2021年3月現在で、48か国とFTA関係を結んでいる。日本は、環太平洋パートナーシップ協定を結び、これは2018年12月30日に発効した（TPP11）。